# Stabilisierungsfondsgesetz
Das Stabilisierungsfondsgesetz (StFG) ist die errichtende Grundlage für einen Finanzmarkt- (FMS) und einen Wirtschaftsstabilisierungsfonds (WSF), die Liquiditätsengpässe überwinden und die Kapitalbasis von Unternehmen stärken sollen. Der Finanzmarktstabilisierungsfonds richtet sich an Unternehmen des Finanzsektors (§ 2), der Wirtschaftsstabilisierungsfonds an Unternehmen der Realwirtschaft, deren Bestandsgefährdung erhebliche Auswirkungen auf die Wirtschaft, die technologische Souveränität, Versorgungssicherheit, kritische Infrastrukturen oder den Arbeitsmarkt hätte (§ 16). Das Gesetz wurde als Artikel 1 des Finanzmarktstabilisierungsgesetzes als Eilgesetz zur Stabilisierung des Finanzmarktes am 17. Oktober 2008 verabschiedet, vom Bundespräsidenten unterschrieben und noch am selben Tag im Bundesgesetzblatt verkündet. Es wurde durch das Wirtschaftsstabilisierungsfondsgesetz vom 27. März 2020 zur Stabilisierung von Unternehmen der Realwirtschaft wesentlich erweitert. Mit der Novelle vom 28. Oktober 2022 wurde der Zweck dieses Fonds um die Abfederung der Folgen der Energiekrise, insbesondere von Preissteigerungen beim Bezug von Gas und Strom in Deutschland erweitert (§ 16 Abs. 4).

## Inhalt
Das Gesetz ermöglicht die Umsetzung eines Maßnahmenpakets zur Stabilisierung des durch die Finanzkrise im Herbst 2008 in Schwierigkeit geratenen Finanzmarktes. Es zielt auf die Sicherstellung der Zahlungsfähigkeit von Finanzinstituten mit Sitz in Deutschland und der Vermeidung einer allgemeinen Kreditklemme ab.
Hauptbestandteil ist ein Rettungsfonds bei der neuen Finanzmarktstabilisierungsanstalt (FMSA), einer Anstalt des öffentlichen Rechts, die bei der Deutschen Bundesbank angesiedelt ist, jedoch getrennt von dieser organisiert ist. Der Finanzmarktstabilisierungsfonds wird in der Form eines Sondervermögens des Bundes gebildet, seine Ausgaben sind somit nicht unmittelbar im Bundeshaushalt zu veranschlagen. Ein nach Auflösung des Fonds verbleibendes Defizit ist zu 65 Prozent vom Bund und zu 35 Prozent, maximal aber 7,7 Milliarden Euro, von den Bundesländern zu tragen. Defizite, die durch die Stützung einer Landesbank entstanden sind, tragen die Länder entsprechend ihrer Beteiligung an der jeweiligen Landesbank gesondert. Der Fonds ist bei Verkündung zum 31. Dezember 2009 befristet. Ab 2011 ist der Fonds nicht mehr aktiv stabilisierend tätig, es werden lediglich die bereits erfolgten Stabilisierungsmaßnahmen verwaltet und überwacht, dass mit den Maßnahmen verbundene Auflagen eingehalten werden.
Der Fonds hat ein Volumen von 100 Milliarden Euro. Zunächst darf der Fonds Kredite von bis zu 70 Milliarden Euro zum Erwerb von Problemaktiva und zur Rekapitalisierung (Beteiligung) an Finanzinstitutionen aufnehmen. Über einen weiteren Kreditrahmen in Höhe von zehn Milliarden Euro kann mit Einwilligung des Haushaltsausschusses des Deutschen Bundestages zum selben Zweck verfügt werden. Darüber hinaus wird das Bundesministerium der Finanzen ermächtigt, weitere 20 Milliarden Euro aufzunehmen, um damit Forderungen, die aus Garantie resultieren, zu befriedigen: Der Fonds ist ermächtigt, für bis zum 31. Dezember 2009 begebene Schuldtitel und Verbindlichkeiten der begünstigten Unternehmen Garantien bis zu einer Gesamthöhe von 400 Milliarden Euro auszusprechen.
Begünstigte Unternehmen sind:
- Institute im Sinne des § 1 Abs. 1b des KWG (Kreditinstitute und Finanzdienstleistungsinstitute),
- Versicherungsunternehmen und Pensionsfonds im Sinne des § 1 Abs. 1 Nr. 1 und 2 des VAG,
- Kapitalanlagegesellschaften im Sinne des InvG,
- Betreiber von Wertpapier- und Terminbörsen

sowie deren Mutterunternehmen. Die Hilfen gelten nur für Unternehmen mit Sitz im Inland.
Gestützt auf das Finanzmarktstabilisierungsfondsgesetz (heute als Stabilisierungsfondsgesetz bezeichnet) hat die Bundesregierung am 20. Oktober 2008 die Verordnung zur Durchführung des Finanzmarktstabilisierungsfondsgesetzes (Finanzmarktstabilisierungsfonds-Verordnung – FMStFV) erlassen.

## Lenkungsrat und Lenkungsausschuss
Auf Vorschlag des Bundeswirtschaftsministers Karl-Theodor zu Guttenberg wurde ein Lenkungsrat als Beratungsgremium einberufen, der zu Bürgschaften über 300 Millionen Euro oder bei Krediten über 150 Millionen Euro eine Stellungnahme abgeben wird. Weiterhin soll der Rat bei Fällen grundsätzlicher Bedeutung eine Beurteilung abgeben. Dem Rat gehören folgende Personen an:
- Hubertus Erlen (BDI)
- Jürgen Heraeus
- Martin Hellweg
- Walter Hirche
- Nikolaus Knauf
- Michael Rogowski
- Hubertus Schmoldt
- Alfred Tacke

Die Entscheidung über die Vergabe der Mittel wird ein Lenkungsausschuss abgeben, der von dem Staatssekretär Walther Otremba geführt wird. Dem Ausschuss gehören drei Vertreter von Bundesministerien und ein Vertreter vom Bundeskanzleramt an.
Der Lenkungsrat kann sich bei seiner Beurteilung auch auf andere Stellungnahmen von Beratern bzw. Gremien stützten. Die dem Rat vorgelegten Anträge werden auch von einer Gesellschaft zur Wirtschaftsprüfung, der PricewaterhouseCoopers, einer Untersuchung und Wertung unterzogen. Wird ein Antrag auf Kreditnahme eingereicht, wird dieser von der Kreditanstalt für Wiederaufbau geprüft. Weiterhin besteht auch noch ein Parlamentsvorbehalt bei einer Gewährung einer Unterstützung eines Unternehmens bei über 300 Millionen Euro. Auch die zuständige Instanz der Europäischen Union muss einer Vergabe einer Unterstützung an ein Unternehmen zustimmen.

## Ursprung
Im Rahmen der Finanzkrise 2007/2008 und der Krise um die Hypo Real Estate Ende September 2008 hat die Bundesregierung im Oktober 2008 ein Rettungspaket für die deutschen Banken im Volumen von maximal 480 Milliarden Euro beschlossen.
Der Gesetzentwurf (wie auch das Finanzmarktstabilisierungsergänzungsgesetz) wurde nicht vom Bundesfinanzministerium selbst, sondern von der Anwaltskanzlei Freshfields ausgearbeitet. Dafür zahlte die Bundesregierung 163.744 Euro an die Wirtschaftskanzlei.

## Verfassungsbeschwerde
Das Bundesverfassungsgericht hat am 26. März 2009 eine Verfassungsbeschwerde, die gegen Teile des Finanzmarktstabilisierungsfondsgesetzes, des Finanzmarktstabilisierungsbeschleunigungsgesetzes und der Finanzmarktstabilisierungsfonds-Verordnung gerichtet war, nicht zur Entscheidung angenommen. Es verwies den Beschwerdeführer an die Fachgerichtsbarkeit.